# فيجوال كونسبتس
فيجوال كونسبتس (بالإنجليزية: Visual Concepts)‏، هي شركة أمريكية لإنتاج وتطوير ألعاب الفيديو، أسست سنة 1988، ومقرها في مدينة نوفاتو بولاية كاليفورنيا الأمريكية.

## الموقع الخارجي
- الموقع الرسمي
 (الإنكليزية)